# Jean Balduwel
Jean Balduwel fut chronologiquement le 23e abbé à la tête de l'abbaye de Parc. Il administra cet établissement de religieux prémontrés de 1391 jusqu'à sa mort, en 1414. Cette abbaye fondée en 1129 existe toujours en 2021. Elle est située à Heverlee, en Belgique, dans le Brabant flamand.
L'abbé Jean Balduwel obtint les dîmes de Heverlee réclamées par son prédécesseur Henri van Overbeke auprès du seigneur de ce village.

## Chronologie
Jean Balduwel naît à Namur. Il devient profès vers 1373, prêtre en 1375, prieur en 1383, puis abbé de Parc du 22 mai 1391 jusqu'au 17 mai 1414, date de sa mort. Il est enterré au chœur de l'abbatiale, à droite du maître-autel,,.

## Abbatiat

### Intendance
Durant l'abbatiat de Jean Balduwel, 32 religieux comprenant dix convers sont acceptés à l'abbaye de Parc. 
Comme tous les religieux de l'abbaye de Parc de cette époque, il possède de l'argent et en dispose librement, c'est ce qu'on appelle la division entre les biens abbatiaux et conventuels. Dans une bulle datée de 1475, le pape Sixte IV proclame clairement, sur ce sujet, que « la division des biens existe ». Cette division a perduré à l'abbaye de Parc jusqu'au XVIe siècle et a été ensuite supprimée par l'abbé Louis Van den Berghe, car elle pouvait conduire à des abus.
En 1399, il acquiert, de la part du seigneur de Heverlee Henri et de son épouse Jacqueline, les dîmes de ce village. Ces dimes avaient été réclamées par son prédécesseur l'abbé Henri van Overbeke.

### Générosité de cet abbé
L'abbé Jean Balduwel donna une fois, à chaque frère, six couronnes de France en or. Au couvent, lors de son anniversaire, il donna cent couronnes de France en or, deux florins de Hollande héréditaires, un muid de seigle et un petit pré.

## Postérité

### Indication posthume
Dans son ouvrage cité dans la section Bibliographie de cette page, J.E. Jansen accompagne la chronologie de l'abbé Jean Balduwel d'une indication en latin le concernant et qu'un outil informatique traduit par « Un gouvernement de longue durée et égale à celle de son prédécesseur. Qualité de l'apprentissage et vaillance. Il est célèbre pour sa clairvoyance dans le bien de la communauté, ainsi dûment représentée. ».

### Armes de l'abbé

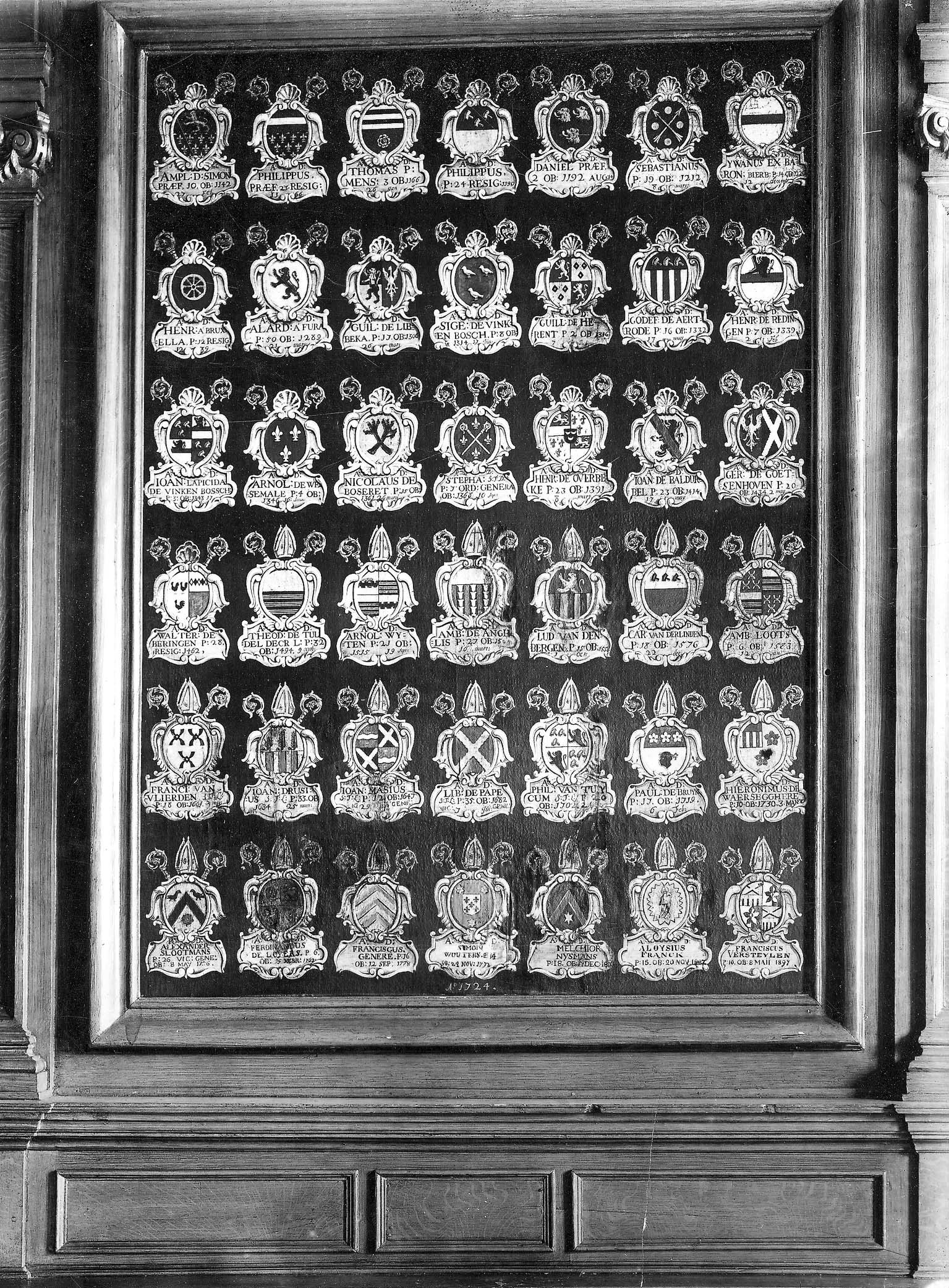
Armes des abbés de Parc (1724).

Le blasonnement des armes de l'abbé Jean Balduwel s'énonce : « d'or au lion de sable, armé et lampassé de gueules, au bâton du même brochant ».
Les armes de cet abbé sont empruntées aux comtes de Namur. Elles apparaissent sur le tableau des armes des abbés de Parc qui existe à l'abbaye de Parc. Elles figurent aussi dans l'armorial des abbés de Parc.